# كينورلاند

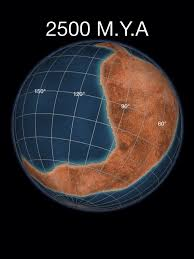
خريطة كينورلاند قبل 2.5 مليار سنة

كينورلاند كانت واحدة من أقدم القارات العظمى على الأرض، يُعتقد أنها تكونت خلال الدهر السحيق منذ 2.7 مليار سنة مضت بواسطة تراسب الكراتون وتكوين قشرة قارية جديدة، تضم كينورلاند ما أصبح لاحقًا لورنتيا (نواة أمريكا الشمالية وجرينلاند الآن) وبالطيقا (نواة إسكندنافيا والبلطيق) وأستراليا الغربية وكالاهاري، كما شكلت كينورلاند جزء أساسي من نينا القارة العظمى المرتبطة باصطدام حوض سودبري.